# Ginette Daleu
Ginette Flore Daleu, née le 23 septembre 1977 au Cameroun et décédée le 9 novembre 2018, est une artiste plasticienne camerounaise.

## Carrière
Diplômée en 2000 de l’Institut de Formation Artistique de Mbalmayo et titulaire d'une attestation de formation en Arts visuels de la Libre académie des beaux-arts de Brescia, en Italie, Ginette Daleu a participé à une quinzaine d'expositions collectives et a fait l'objet de deux expositions individuelles.
En 2006, elle participe notamment à l'Exit Tour avec plusieurs artistes africains dont Achillekà Komguem, Goddy Leye et Alioum Moussa, un voyage à travers l’Afrique de l’Ouest à partir de Douala, avec pour objectif la biennale Dak’Art. L'un des buts de l'Exit Tour est de développer des idées visant à revitaliser la formation artistique au Cameroun.